# الديوان الملكي البحريني
الديوان الملكي البحريني هو جهاز إداري يتبع الملك ويتولى مهام الاتصال مع مختلف الوزارات والجهات الحكومية وكافة مؤسسات الدولة العامة والخاصة والجمعيات والهيئات والأفراد داخل البلاد وخارجها فيما يخص أوامر وتوجيهات ورغبات الملك، وزير الديوان الملكي حالياً هو الشيخ خالد بن أحمد آل خليفة منذ 20 فبراير 2002.  
 
كان مسمى الديوان سابقاً هو الديوان الأميري وفي 20 فبراير 2002 تغير المسمى إلى الديوان الملكي وذلك بعد أن تم تغير مسمى دولة البحرين إلى مملكة البحرين ومسمى أمير دولة البحرين إلى ملك مملكة البحرين في 14 فبراير 2002.  

## وزراء الديوان الملكي
يعين الملك بأمر ملكي الوزراء في الديوان الملكي ويتبع الوزراء في الديوان الملكي الملك مباشرة، ويتولى وزير الديوان الملكي الأشراف على أدارات الديوان الملكي، ويتولى وزير شؤون الديوان الملكي الاختصاصات والمهام التي يوكلها اليه الملك، ويتولى وزير المتابعة متابعة تنفيذ التعليمات والتوجيهات الملكية.

### وزراء الديوان الملكي
| الاسم                                  | المنصب                             | تاريخ تولي المنصب |
| -------------------------------------- | ---------------------------------- | ----------------- |
| معالي الشيخ خالد بن أحمد آل خليفة      | وزير الديوان الملكي                | 20 فبراير 2002    |
| سمو الشيخ علي بن عيسى آل خليفة         | وزير شؤون الديوان الملكي           | 20 فبراير 2002    |
| معالي الشيخ أحمد بن عطية الله آل خليفة | وزير المتابعة بالديوان الملكي      | 7 أبريل 2011      |
| سعادة الدكتور ماجد بن علي النعيمي      | وزير الشؤون العامة بالديوان الملكي | 4 مارس 2023       |

## كبار المسؤولين في الديوان الملكي

### كبار المسؤولين في الديوان الملكي
| الاسم                                       | المنصب                                         | تاريخ تولي المنصب |
| ------------------------------------------- | ---------------------------------------------- | ----------------- |
| عبدالله بن أبراهيم الرميحي                  | رئيس الديوان الملكي                            | 30 سبتمبر 2010    |
| عبدالله بن أبراهيم الرميحي                  | رئيس المكتب الخاص                              | 11 ديسمبر 2014    |
| خليفة بن أحمد الفضالة                       | رئيس المراسم والتشريفات الملكية                | 30 مارس 2010      |
| الدكتور خليفة بن علي الفاضل                 | وكيل التخطيط والدراسات والمتابعة               | 1 مارس 2021       |
| سميرة بنت أبراهيم بن رجب                    | المبعوث الخاص للديوان الملكي                   | 5 فبراير 2015     |
| حمد بن علي الكعبي                           | السكرتير الشخصي للملك                          | 11 سبتمبر 2000    |
| الدكتور أحمد هاشم اليوشع                    | المدير العام للبحوث والتنسيق والمتابعة         | 11 سبتمبر 2000    |
| ناصر يوسف العمادي                           | وكيل الشؤون الحكومية                           | 10 أبريل 2015     |
| محمد سيف شيخان                              | وكيل المراسم الملكية                           | 2 مارس 2023       |
| الشيخ خليفة بن علي بن خليفة بن حمد آل خليفة | رئيس مكتب وزير الديوان الملكي                  | 30 أبريل 2023     |
| محمد بن باحسين المسلم                       | رئيس شؤون المتابعة الخاصة                      | 15 ديسمبر 2024    |
| أبراهيم مسلم السعود                         | وكيل الشؤون العامة بالديوان الملكي             |                   |
| علي خليفة الفاضل                            | وكيل الديوان الملكي للشؤون القانونية           |                   |
| علي محمد الهاجري                            | المدير التنفيذي لمكتب وزير شؤون الديوان الملكي |                   |